# كأس ألبانيا 1950
كأس ألبانيا 1950 (بالألبانية: Kupa e Republikës 1950‏) هو موسم من كأس ألبانيا. أشرف على تنظيمه اتحاد ألبانيا لكرة القدم، وفاز فيه دينامو تيرانا.